# 京浜急行バス逗子営業所

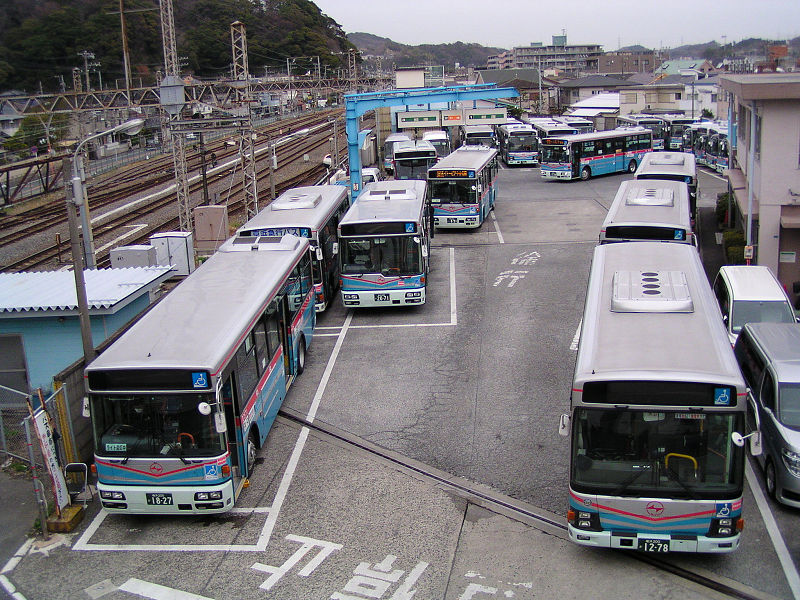
歩道橋上の別角度から（2008年3月21日撮影）

京浜急行バス逗子営業所（けいひんきゅうこうバスずしえいぎょうしょ）は、神奈川県逗子市逗子にある京浜急行バスの営業所。主にJR横須賀線逗子駅を発着するバス路線を所管する。営業所は逗子駅脇に立地し、京急逗子線逗子・葉山駅南口近くに第2車庫を有する。営業所記号はD。2007年（平成19年）12月1日からPASMOが使用可能になった。

## 沿革

### 逗子・葉山のバスの始まり
三浦半島北西部にある逗子市と隣の葉山町の陸上交通は、その先にある大楠町、長井町（どちらも現・横須賀市）や初声村、三崎町（どちらも現・三浦市）とともに、1889年（明治22年）に横須賀駅まで開通した官鉄横須賀線への接続を前提に近代化への道を歩み始める。
官鉄逗子駅で接続して葉山や大楠・長井を経て遠く三崎まで足を伸ばす乗合馬車の路線が開通し、1912年（大正元年）には最初の乗合自動車会社として逗子自動車が運行を開始する。逗子自動車の最初の路線は、逗子駅から葉山御用邸を経由して長者が崎というもので、現在の海岸線に近いものだった。
同じ頃、逗子と船越の間を結ぶ湘南乗合自動車も創業。湘南乗合の路線は、現在の田浦線の源流と言えるものである。また、逗子から六浦を経由して屏風浦村（現・横浜市磯子区）の杉田までの路線が、金沢自動車運輸によって立ち上げられていた。

その後、1917年（大正6年）には葉山から先への便、つまり現在の長井線の源流となる長井自動車が運行をスタートする。長井自動車は、逗子を拠点にした太平自動車と、葉山が拠点の三浦半島一周自動車商会、秋谷をベースにする新倉商会の3社の合弁事業だった。さらに、1921年（大正10年）、三崎を拠点に設立された臨海自動車が横須賀駅への路線に続いて、逗子駅と三崎の間で運行を始める。

一方、葉山と横須賀の間には1924年（大正13年）、寿自動車部が路線を開通させる。これは1927年（昭和2年）に現在の衣笠営業所の系譜につながる横須賀自動車に引き継がれ、逗子線の基礎となっていく。

### 京浜一元化へ
1930年（昭和5年）、湘南電気鉄道逗子線（現・京急逗子線）が開通した。湘南電鉄は、逗子線を葉山や長井を経由して三崎まで延長する構想も持っていた（三浦半島西部線）ため、鉄道先行と培養の意味も込めて三浦半島西部でのバス事業に参入することを決めるとともに、乱立していた事業者を整理する方針を打ち出す。しかし、開通当初の湘南電鉄には資金力がなかったため、親会社となった京浜電気鉄道が乗合各社を買収していく形を取る。京浜電鉄はまず、三浦半島一周自動車を買収して半島一周自動車運輸商会と改称する。
同じ頃、葉山御用邸に向かう昭和天皇や皇族の足を改善するため、行幸道路が開通。長井線は行幸道路経由となり、海岸線に残っていた乗合馬車も一掃された。
翌1931年（昭和6年）には、臨海自動車が京浜電鉄の傘下に入る。さらに、半島一周自動車運輸商会を独立の法人とするため半島自動車株式会社を設立した。
1935年（昭和10年）、鎌倉営業所の前身である鎌倉乗合自動車も京浜の傘下に入ってきた。三浦半島西部には京浜を親会社とする3つのバス会社が存在することになり、効率化を目的に1938年（昭和13年）、3社を発展的に解消した新会社湘南半島自動車がスタート。逗子、鎌倉、三崎の3営業所の直接の前身がここに誕生した。

その後、湘南半島自動車には神奈川中央交通の前身の一つである東海道乗合自動車から統合の持ち掛けがあったものの、京浜電鉄の猛反対で破談。そして、1941年（昭和16年）11月に京浜電鉄は湘南半島自動車を吸収合併し、鎌倉以南の三浦半島のバスは京浜に一元化された。翌1942年（昭和17年）、さらに合併で東急バスの営業所となる。

### 葉山観光バスの登場
1948年（昭和23年）の大東急解体を受け、逗子営業所は京浜電鉄の流れを汲んだ京浜急行電鉄に引き渡される。しかし、葉山町の地元有力者の間では京浜急行という大手鉄道資本の独占に対抗して、地場資本のバス会社を再興しようという意思が芽生え始めた。こうして1949年（昭和24年）2月、葉山観光自動車株式会社（はやまかんこうじどうしゃ）が設立され、同年5月、現在の海岸線を皮切りに営業を開始した。
葉山観光はガソリンが統制されていたため、電気自動車によるバスを用いた。葉山町一色2021（葉山警察署北側）付近に車庫と充電所があった。充電にはモータージェネレーター（電動発電機）を使用しており、常に回転音が聞こえていた。大電流を流せる整流器が容易に手に入らなかったためと思われる。車酔いに弱い町民には電気自動車バスは震動が少なく、臭いも無い為に親しまれていた。
ところが、葉山観光は交通機関の運営には全くの素人とも言える出資者が集まったため数ヶ月で営業不振に陥ってしまい、翌1950年（昭和25年）2月20日には京急の出資を受け入れ、グループ企業になる。1951年（昭和26年）からは京急とのダイヤ調整が行われるようになる一方で、戦前に臨海自動車が行っていた逗子と三崎の間の直通便を再開させるなどしたが、決定的な経営改善には至らなかった。1954年（昭和29年）11月、葉山観光は三浦交通株式会社（みうらこうつう）と社名変更した。三浦交通バスは電気自動車を使用せず、全て内燃機関（ガソリン・ディーゼルは不明）のバスに替わった。
1960年（昭和35年）、三浦交通が現在の逗子線に相当する路線を単独で開設。1963年（昭和38年）には長井線と田浦線に加えて堀内営業所の八景線の一部区間を組み合わせた逗子～横須賀駅間大循環線の運行を開始した。しかし、昭和40年代に入ると経営状態がさらに悪化。地元出資者が資本を引き上げることになり、1970年（昭和45年）9月30日限りで三浦交通は京急に全事業を譲渡、自社での営業を終了した。こうして三浦交通の路線だった海岸線、長井線の一部便と田浦線、逗子線が逗子営業所の管轄に組み込まれた。

### 年譜
- 1938年（昭和13年）1月1日： 湘南半島自動車逗子営業所として発足。
- 1941年（昭和16年）11月： 合併により京浜電気鉄道の営業所となる。
- 1942年（昭和17年）5月1日： 合併により東京急行電鉄（大東急。現・東急バス）の営業所となる。
- 1948年（昭和23年）6月1日： 大東急解体に伴い京浜急行電鉄の営業所となる。
- 1949年（昭和24年）2月： 葉山町内有力者らの出資で葉山観光自動車が設立される[1]。
- 1950年（昭和25年）2月20日： 葉山観光自動車が京浜急行電鉄の傘下に入る[3]。
- 1954年（昭和29年）11月24日： 葉山観光自動車が三浦交通に社名変更[2]。
- 1970年（昭和45年）10月1日： 三浦交通の解散を受け、衣笠営業所と共に同社の事業を引き継ぐ。この頃まで「KHK」を社名の略称としていた。
- 2003年（平成15年）10月1日： 京急電鉄からの事業分離に伴い京浜急行バスの営業所となる。

## 現行路線

### 長井線
- 逗1：逗子駅 - 長柄橋 - 葉山町福祉文化会館
- 逗2：逗子駅 - 長柄橋 - 葉山
- 逗5：逗子駅 - 長柄橋 - 葉山 - 大楠芦名口 - 横須賀市民病院
- 逗6：逗子駅 - 長柄橋 - 葉山 - 大楠芦名口 - 横須賀市民病院 - 長井
- 逗7：逗子駅 - 長柄橋 - 葉山 - 大楠芦名口 - 佐島マリーナ入口
- 逗8：逗子駅 - 長柄橋 - 葉山 - 大楠芦名口 - 電力中央研究所

年譜
- 1917年（大正6年）： 長井自動車により運行開始。
- 1931年（昭和6年）： 半島一周自動車商会の法人化により、半島自動車に引き継がれる。
- 1938年（昭和13年）： 合併により湘南半島自動車の路線となる。
- 1941年（昭和16年）： 合併により京浜電気鉄道の路線になる。
- 1942年（昭和17年）： 合併により東京急行電鉄の路線となる。
- 1948年（昭和23年）6月1日： 大東急解体により京浜急行電鉄の路線となる。現在の逗6系統のみで再開。
- 1951年（昭和26年）： 逗子駅 - 三崎公園系統を再開。
- 1963年（昭和38年）10月21日： 逗8系統の運行を開始（後述）。
- 1974年（昭和49年）11月10日： 逗子駅 - 三崎系統廃止。逗子と三崎の間を直通運転する便がなくなり、長井で乗り換えが必要になる（後述）。
- 1997年（平成9年）8月17日： この日を持って逗3・逗8系統の運行を終了。
- 2007年（平成19年）3月16日： 直行・急行湘南佐島なぎさの丘系統新設。
- 2020年（令和2年）10月1日：直行・急行湘南佐島なぎさの丘系統、逗4系統廃止。
- 未明　逗７１、７２系統が逗７系統と統合

逗子駅と葉山町、横須賀市西部方面を結ぶ路線である。横須賀市南西部の長井まで三浦半島の相模湾沿いを走り、鉄道空白地帯である同地域の足を担う。特に葉山と大楠芦名口の間では唯一のバス路線となる他、神奈川県立海洋科学高校（旧・三崎水産高校）への通学輸送の比重も大きい。
逗子駅付近を除き、県道311号、国道134号を走行する。
湘南なぎさの丘系統は京急の分譲地・「湘南佐島なぎさの丘」への路線で2007年（平成19年）3月16日に開設された。混雑を避けるために三浦半島中央道路を経由するほか、廃止された直行便には専用塗装の車両（三菱ふそう・ローザ）が使われていた。分譲開始段階から路線を開設しているため、今後徐々に路線の経路変更（なぎさの丘内に新たにトンネルを整備する予定）やダイヤの改変が行われる予定である。ちなみに、京浜急行電鉄発行の三浦半島1DAY・2DAYきっぷは湘南なぎさの丘系統では使用できない。
逗2系統については海岸線と区別するため、LED方向幕では「山手回り葉山」「山手回り逗子駅」と表示する。

### 海岸線
- 逗10：逗子駅 → 風早橋 →亀井戸橋 - 元町→ 逗子駅（平日朝ラッシュ時のみ）
- 逗11：逗子駅 - 元町 - 森戸海岸 - 一色海岸 - 葉山 - 葉山町福祉文化会館（平日のみ）
- 逗12：逗子駅 - 元町 - 森戸海岸 - 一色海岸 - 葉山（1970年まで三浦交通と共同運行）

逗子市南西部、葉山町沿岸部を走る路線である。主に県道24号、県道207号を走行する。逗子営業所の中では狭隘路線の部類にあたる。
逗12系統については平日より土休日の方が昼間の運行頻度が高くなっている。特に夏季の海水浴シーズンでは混雑が激しいため、逗子駅行の一部バスでは2台連続して運行させるなどの措置を取ることがある。
逗11、12系統については長井線と区別するため、LED方向幕では葉山行の場合は「葉山一色」、逗子駅行の場合には「海岸回り逗子駅」と表示する。なおこの路線は、京浜急行電鉄発行の三浦半島1DAY・2DAYきっぷの使用が認められている。

### 湘南国際村線
- 逗16：逗子駅 - 長柄橋 - 葉山大道 - 湘南国際村センター
- 逗26：逗子駅 - 長柄交差点 - 南郷トンネル入口 - 湘南国際村センター（三浦半島中央道路経由）
- 逗14 : 逗子駅 - 長柄橋 - 葉山大道 - 水源地入口

横須賀市と葉山町にまたがる湘南国際村までの路線。総合研究大学院大学葉山キャンパスへの通学輸送も担う。この路線は、京浜急行電鉄発行の三浦半島1DAY・2DAYきっぷの使用が認められている。
湘南国際村バスターミナルまで足を伸ばす路線もあったが、2008年3月16日から全便湘南国際村センター止まりとなっている。

### 衣笠線
- 逗25： 逗子駅 - 川久保 - 南郷トンネル入口 - 上山口小学校 - 木古庭 - - 池上十字路 - 衣笠駅

### 田浦線
- 逗17：逗子駅 - 葉桜
- 逗18：逗子駅 - イトーピア中央公園
- 逗19：逗子駅 - 東逗子 - グリーンヒル
- 逗20：逗子駅 - 東逗子 - 船越 - 田浦駅
- 逗21：逗子駅 - 東逗子 - グリーンヒル - 船越 - 田浦駅

横須賀線沿いに逗子市を東西に横断し、横須賀市北部へと抜ける路線である。主に県道24号を走行する。逗17 - 19は逗子市内や葉山町北部の丘陵部に拓かれた住宅団地へと延びている。2012年12月1日に土休日の日中のみ運行の逗21系統 グリーンヒル経由の便が開設された。

### ハイランド線
- 逗22：逗子駅→久木五丁目→ハイランド→久木五丁目→逗子駅

鎌倉市と逗子市の境界付近に立地する住宅団地「鎌倉逗子ハイランド」への路線である。

### 南郷中学線
- 逗28：逗子駅 - 切通し下 - 元町 - 長柄橋 - 南郷中学校
- 逗28：逗子駅 - 長柄交差点 - 南郷中学校

住宅地から離れた丘陵部に立地する葉山町立南郷中学校へと向かう路線である。南郷中学校の学区には学校から3km 以上離れた地域も含まれるため、通学に路線バスが利用されている。南郷中学区となっている葉山町堀内北部を巡回するような経路をとる。主な経路は県道207号、311号。
赤字路線であり、かつて南郷中学校にてバス利用調査を行った。

2011年4月4日のダイヤ改正でスクールバスから一般路線バスに再設定された。

土休日にも長柄交差点経由のみ運行をしている。

### 亀が岡循環線
- 逗29：逗子駅→緑ヶ丘入口→亀が岡団地→緑ヶ丘入口→逗子駅

亀が岡循環線は鎌倉市と逗子市の境界近くにある、亀が岡団地内を循環する路線である。それまでこの団地は鎌倉営業所の小坪線が止まる亀ヶ岡バス停、または名越線の緑ヶ丘入口が最寄のバス停であったが、団地が傾斜上に作られていることから坂が多く、不便な状態であったことから2001年に開設された。団地内には、亀ヶ岡団地東、同西など東西南北4つの停留所を持つ。

逗子駅から団地までの経路は、途中まで名越線の鎌30系統と同じ経路をたどるため、鎌30はこの路線開設以後、運行が朝夕のみに限定されている。
団地内の狭い道を走ることから、小型車の日野・ポンチョが充当される。過去にはリエッセが担当していたが、現在は廃止されている。

### アザリエ線
- 逗30：逗子駅→星ヶ谷→アザリエ2期→アザリエ3期→セザール→逗子駅
- 逗31：逗子駅→笹倉→星ヶ谷→アザリエ2期→セザール→逗子駅
- 逗32：逗子駅→星ヶ谷→アザリエ2期→セザール→笹倉→逗子駅

アザリエ線は京急逗子線神武寺駅近辺の住宅地向けの路線である。こちらも日野・ポンチョが充当される。

## 廃止路線

### 湘南国際村線
- 逗16：逗子駅 - 長柄橋 - 葉山大道 - 湘南国際村センター - 湘南国際村バスターミナル
- 逗26：逗子駅 - 長柄交差点 - 南郷トンネル入口 - 湘南国際村センター - 湘南国際村バスターミナル（三浦半島中央道路経由）

2008年（平成20年）3月15日限りで湘南国際村センターとバスターミナルの間が廃止された（前述）。

### 長井線
- 逗8：逗子駅 - 長柄橋 - 葉山 - 芦名 - 林 - 衣笠十字路 - 税務署前 - 中央駅 - 横須賀駅（衣笠営業所と共管）

1963年（昭和38年）10月21日に運行開始。林交差点を左折して三崎街道に入り、衣笠営業所の長井線や三崎営業所の横須賀三崎線と同じルートで横須賀駅まで達するもので、三浦地区の京浜急行バス全体を通じても最も距離が長い路線であった。大楠芦名口を境に衣笠の須4系統と分割される形で1997年（平成9年）8月17日限りで廃止。系統番号は電力中央研究所系統に再利用され現在に至る。
- 逗3：逗子駅 - 長柄橋 - 葉山 - 長者ヶ崎

折返所統合、運行区間短縮による運行効率化の観点から逗2系統と統合。こちらも1997年8月17日限りで廃止となった。
- 系統番号なし：逗子駅 - 長柄橋 - 葉山 - 芦名 - 林 - 長井 - 引橋 - 三崎東岡 - 三崎公園（三崎営業所と共管、1970年まで三浦交通と共同運行）

戦前の旧臨海自動車の路線を引き継ぐ形で再開。最盛期には三崎営業所との共管や三浦交通との共同運行が行われ、城ヶ島行き、油壺行き、三崎東岡行き、急行便なども存在した。京急久里浜線三崎口駅の開業を目前に控えた1974年（昭和49年）11月10日限りで廃止。逗子と三崎の間をバスだけで移動するには、長井で乗り換えが必要となった。
- 直行：逗子駅 - 湘南佐島なぎさの丘（三浦半島中央道路経由、途中一部のバス停のみ停車）
- 急行：逗子駅 - 芦名 - 湘南佐島なぎさの丘（三浦半島中央道路経由）

2007年（平成19年）3月16日に開設。混雑を避けるために三浦半島中央道路を経由するほか、直行便には専用塗装の車両（三菱ふそう・ローザ）が使われていた。2008年（平成20年）3月16日のダイヤ改正では湘南国際村付近に2つ停留所が増設され、直行便・急行便双方が停車するようになった。
新型コロナウイルス感染拡大による利用者減少に伴い、2020年（令和2年）10月1日廃止。

### 笹倉線
- 系統番号なし：逗子駅 - 池子 - 逗子高校 - 笹倉 - 六浦駅 - 六浦 - 金沢八景
- 逗25：逗子駅 - 池子 - 逗子高校 - 笹倉
- 逗25：逗子駅→新逗子駅→逗子消防署→山の根→逗子高校→笹倉(往路のみ)

県道205号を京急逗子線とほぼ並行に走る路線で、アザリエ線の前身。湘南電鉄が開通する前の大正時代に金沢自動車運輸が立ち上げた逗子と杉田の間の路線に端を発するが、1930年（昭和5年）の電車開通後は暫く路線はなかった。バスの運行が再開されるのは、神奈川県立逗子高校が池子に移転した後の1960年（昭和35年）のことである。このときは笹倉停留所の先の峠を越えて横浜市内に入り、金沢八景まで行っていた。
1970年（昭和45年）に笹倉から先の横浜市内区間が廃止され、以後は逗子高校への通学輸送に事実上特化したローカル線となった。その後、往路のみ新逗子駅・逗子消防署経由に変更される。
一方、神武寺駅の山側では1970年代から日本住宅公団（現・都市再生機構）が東逗子団地の開発を進め、その後アザリエ団地、東逗子ハイツなど民間による開発も行われた。これら団地群へのバス乗り入れを望む声は早くからあったが、1990年代後半になって低床マイクロバスが開発されようやく実現できることになり、2001年（平成13年）6月1日のダイヤ改正でアザリエ団地に乗り入れることになった。逗子高校へ先に行く逗31系統と、団地へ先に行く逗32系統、団地循環で逗子高校に行かない逗30系統が創設され、アザリエ団地に全く入らない逗25系統は前日の2001年5月31日限りで廃止された。

### 逗子線
- 逗13：逗子駅 - 長柄橋 - 葉山大道 - 上山口小学校

2015年(平成27年)3月31日付で廃止。同時に逗15系統は衣笠営業所に移管された。

## 車両
一般路線向けには、以前からいすゞ自動車の大型短尺車が継続して投入されており、キュービックとエルガの短尺車が大半を占めていた。また、2001年から2006年にかけてダウンサイズの対象と見られた事があり、いすゞ・エルガLTやUD・スペースランナーRPのような9m大型バスのほか、中型ロングワンステップ車のUD・スペースランナーJPも投入された。バリアフリーの補助金制度が整っていないため、大半の車両がワンステップ車であったが、2015年以降はジェイ・バスがワンステップバスの製造を中止したこともあり、ノンステップバスへの代替が進みつつある。
7mサイズの小型バスは、亀ヶ岡団地線とアザリエ団地線用として日野・リエッセと、湘南佐島なぎさの丘シャトルバスとして三菱ふそう・ローザが投入されたが、全車両とも日野・ポンチョへの置き換えを完了している。路線バス以外では老人福祉施設送迎用の特定登録車日野・リエッセIIが在籍していたが、後に湘南京急バス鎌倉営業所へと転属している。
リムジンバスは2012年6月11日の葉山〜YCAT線運行開始に伴い、3台が横浜と羽田営業所から転属、車種はいずれも三菱ふそう・エアロバスで、のちにエアロエースに代替されたが、直後に衣笠営業所に移管されたためリムジンバスの配置はなくなった。